# Das Märchen vom Frosch und der goldenen Kugel
Das Märchen vom Frosch und der goldenen Kugel ist ein deutsch-tschechischer Film aus dem Jahr 2022, der frei auf dem Märchen Der Froschkönig oder der eiserne Heinrich der Brüder Grimm beruht. Produziert wurde der Film von der PROVOBIS FILM und MIAFilm im Auftrag des ZDF für die Märchenfilmreihe Märchenperlen. Die Fernseherstausstrahlung war am 24. Dezember 2022.

## Handlung
Die Brüder Gai und Teo sind Betrüger. Ihre Masche besteht darin, die Mitgift von heiratswilligen Prinzessinnen zu ergaunern. Als nächstes Opfer haben sie sich die Prinzessin Griseldis ausgesucht. Der charmante Gai soll sich als Prinz ausgeben und sie umgarnen, um ihren Vater, König Theoderich, ein paar Reichtümer abluchsen zu können.
Gai ist aber nicht der einzige Bewerber. Daher stellt die Prinzessin den Prinzen drei Aufgaben, um „den Richtigen“ für sich und das Reich zu finden. Gai tut sich schwer, denn er kann seine Gefühle nicht mehr in Zaum halten. Er hat sich in Matilda, die Schwester von Griseldis, verliebt und hat nur noch Augen für die jüngere Prinzessin.
Teo versucht vom Coup zu retten, was zu retten ist, und stiehlt eine goldene Kugel. Die Brüder werden aber auf der Flucht geschnappt und in den Schattenwald verbannt. Sogar Matilda hatte für die beiden kein gutes Wort mehr eingelegt, da sich Gai als Betrüger entpuppte, der anscheinend nur mit ihren Gefühlen gespielt hatte.
Im Schattenwald angekommen, treffen die beiden auf die Fee Fingerhut, die dem unglücklich verliebten Gai helfen will. Sie hat ein Faible für unglücklich Verliebte und will ihm mit einem Zauber Bärenkräfte verleihen. Unglücklicherweise wird Gai während der Zauberwirkung durch einen Frosch abgelenkt, der auf dem Schuh seines Bruders für Unruhe sorgte. Daraufhin wird Gai in einen sprechenden Frosch verwandelt.
Um wieder in einen Menschen zurückverwandelt zu werden, müsste Gai von seiner Herzallerliebsten geküsst werden. Daher kommt es sehr gelegen, dass Matilda auf der Suche nach ihm am Rande des Schattenwaldes mit einer goldenen Kugel spielt, welche ihr kurz darauf in einen tiefen Brunnen entgleitet. Gai holt die Kugel aus den Tiefen heraus mit ihrem Versprechen, dass er mit ihr an derselben Tafel speisen, aus ihrem Becher trinken, sowie im gleichen Bett mit ihr schlafen dürfe.
Als sie aber seiner überdrüssig wird, wirft sie den garstigen Frosch an eine Wand und dieser verwandelt sich zurück zu Gai. Bewusstlos, schwebend zwischen Leben und Tod. Matilda ist verzweifelt und König Theoderich hofft, dass Quercus, der Herrscher des Schattenwaldes, helfen kann. Dafür muss er aber zuerst die jahrelange Feindschaft beilegen.

## Hintergrund

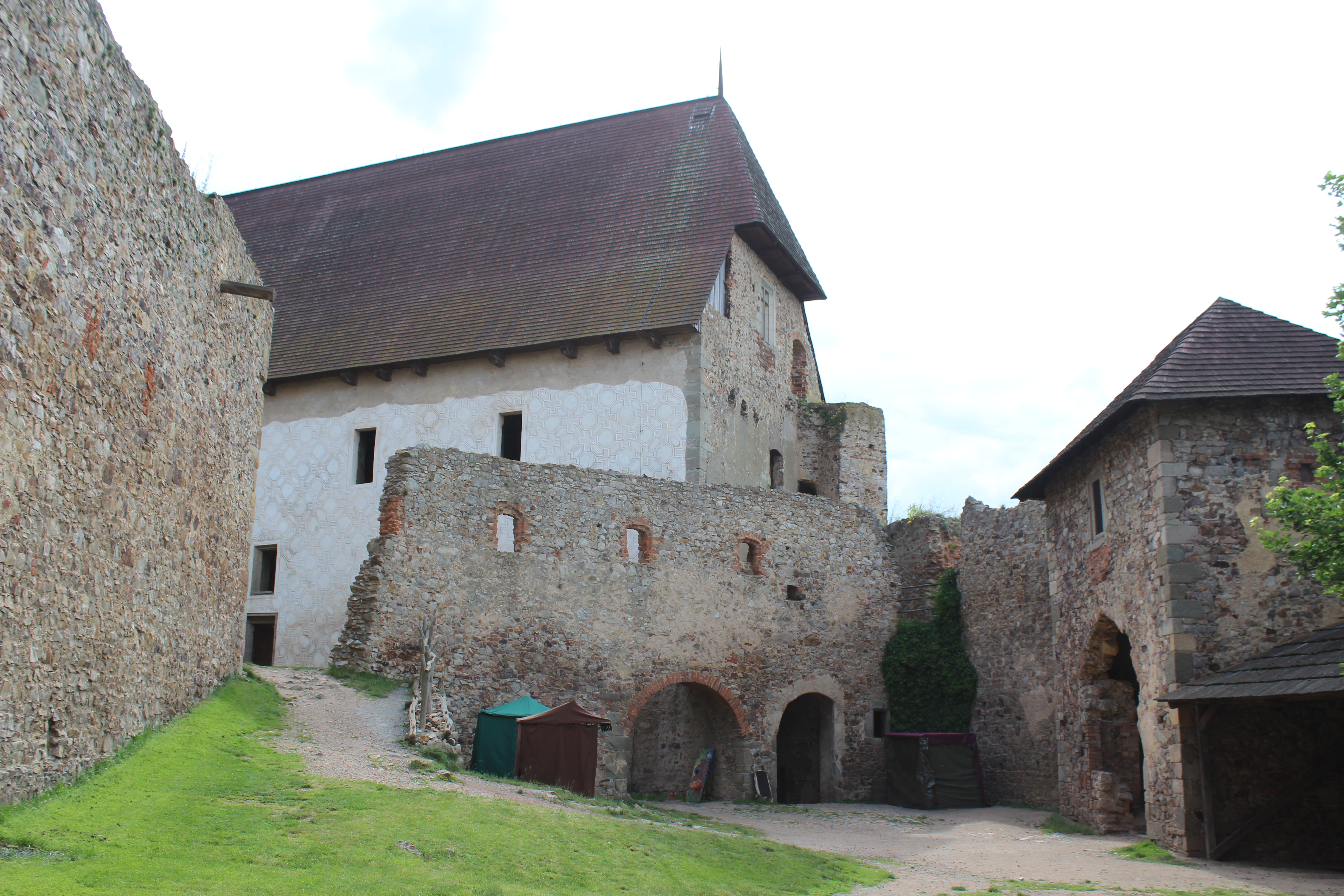
Burg Točník

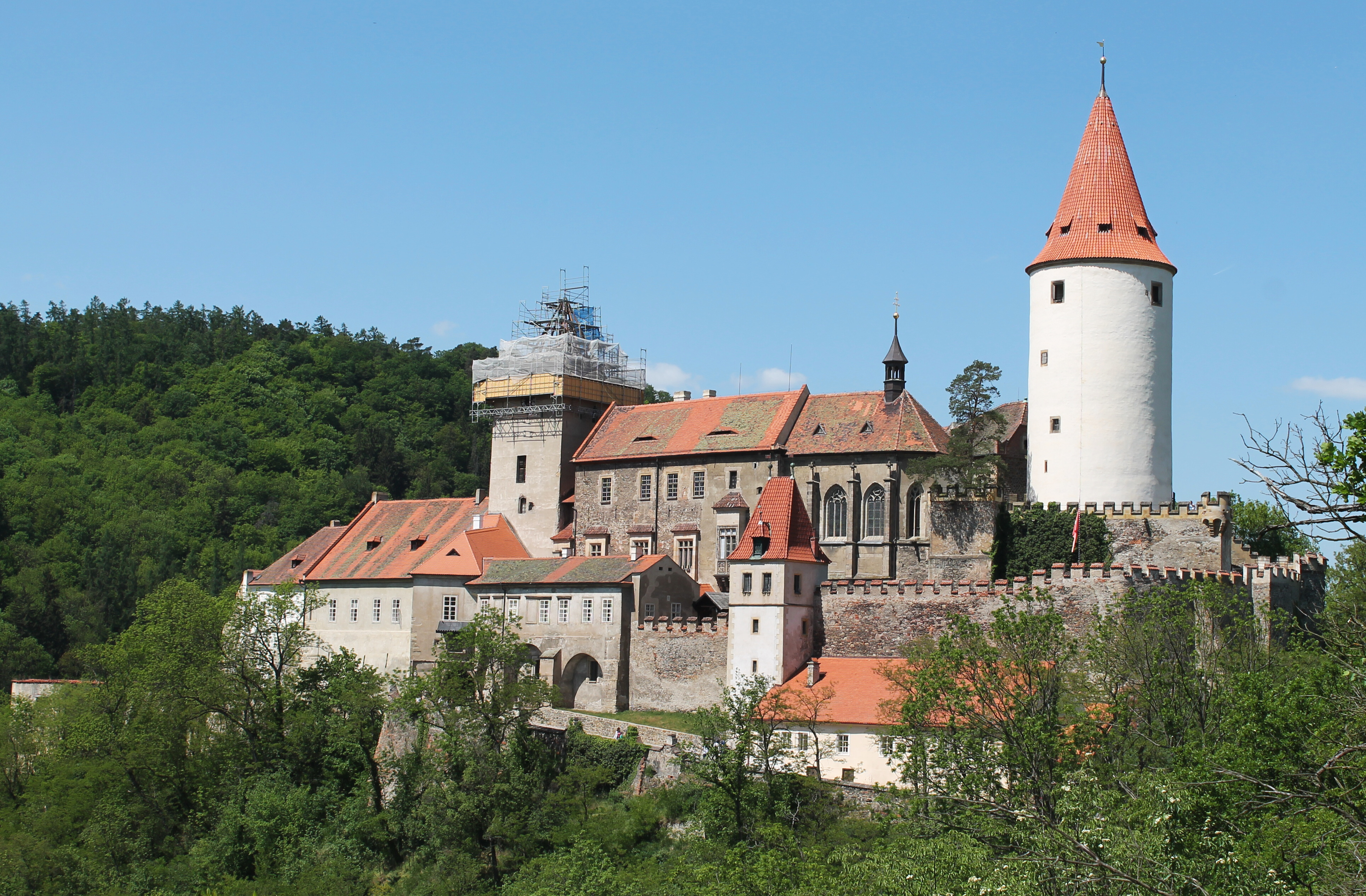
Burg Křivoklát

Die Dreharbeiten fanden von Mitte März bis Mitte April 2022 auf den Burgen Točník und Křivoklát in Tschechien statt. Im Studio Prag entstanden die benötigten Trickaufnahmen.
Im Gegensatz zum Märchen der Brüder Grimm ist nicht die Prinzessin die Hauptperson, sondern der Frosch. Auch ist der Grund für die Verwandlung ein anderer: im Original wird ein Prinz wegen seiner Taten ein Frosch. Hier wird ein Gauner aus Versehen in einen Frosch verzaubert.

## Kritiken
„Erneut erweist es sich als Glücksfall, dass das ZDF dem renommierten Kameramann Ngo The Chau vor einigen Jahren mit „Schneewittchen und der Zauber der Zwerge“ die erste Regiearbeit ermöglicht hat. Seine vierte Weihnachtsperle, „Das Märchen vom Frosch und der goldenen Kugel“, ist ein über weite Strecken mitreißend und modern inszeniertes optisches Spektakel, das die Romanze zwischen dem hier bloß vermeintlichen Königssohn und der schönen Prinzessin auf völlig neue Weise erzählt (Buch: Max Honert): aus der Perspektive des Froschs. Die Besetzung der beiden männlichen Hauptrollen ist mutig und unkonventionell, aber erstklassig, die visuellen Effekte & die Musik sind kinotauglich; ein Genuss für ein Publikum jeden Alters, das sich kindliche Freude an solchen Geschichten bewahrt hat.“

„Die einfallsreiche und stimmungsvolle Inszenierung bewirkt eine reizvolle Neuinterpretation, die auch in der Figurenzeichnung ungewöhnliche Wege geht.“